# Hamadryas sterope
Hamadryas sterope är en fjärilsart som beskrevs av Hans Fruhstorfer 1916. Hamadryas sterope ingår i släktet Hamadryas och familjen praktfjärilar. Inga underarter finns listade i Catalogue of Life.